# شری گلیسر

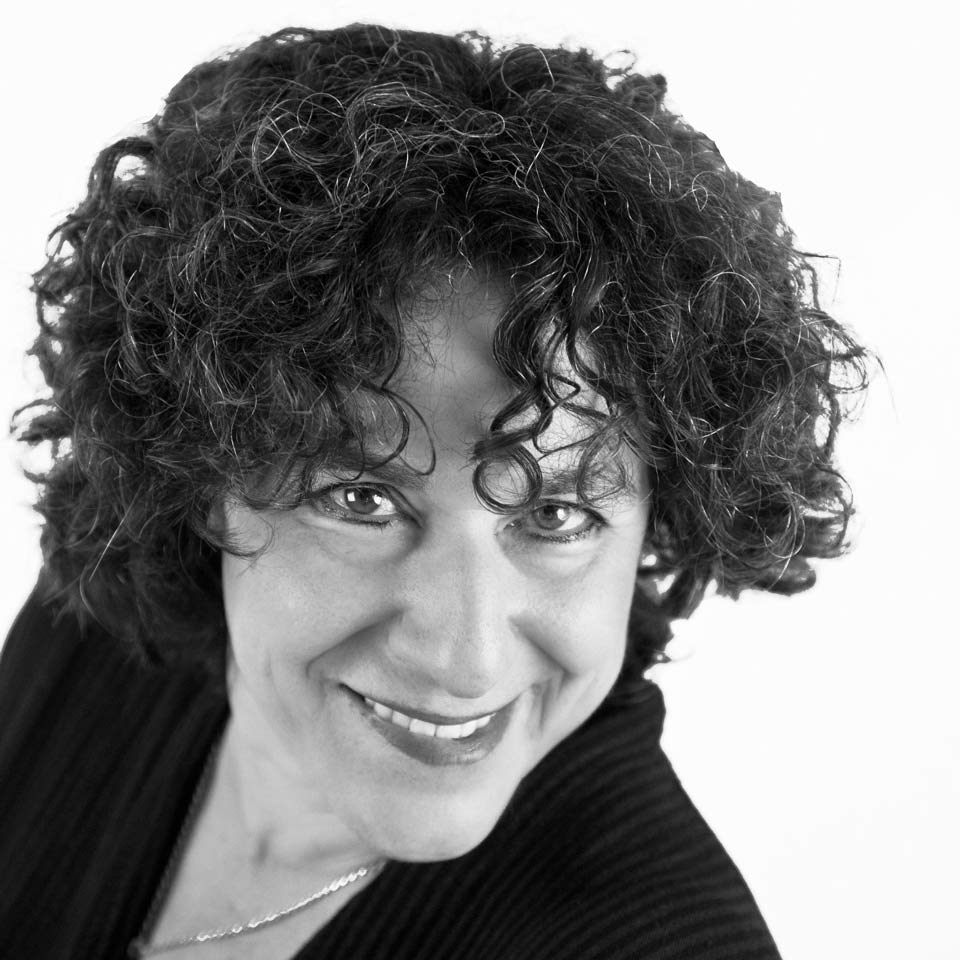

شری گلِیسر (به انگلیسی: Sherry Glaser) بنیانگذار حرکت پستان بجای بمب است.
پستان بجای بمب یا پستانها، نه بمب‌ها (به انگلیسی: Breasts Not Bombs) نام یک حرکت و سازمان سیاسی در آمریکا است، و در کالیفرنیا مرکزیت دارد.
تمرکز این گروه روی تقاطع آزادی پوشش و عدالت اجتماعی از طریق تظاهرات علیه «ناعدالتی‌های فاسد جنگ، شکنجه‌های در زندان، و سودهای موهن» است. تظاهرات این سازمان اغلب بمنظور جلب توجه مردم و رسانه‌ها، بدون پوشش بالاتنه تظاهرکنندگان صورت می‌گیرد.
این حرکت در دیگر نقاط جهان نیز دیده می‌شود.